# Soeküla
Soeküla – wieś w Estonii, w prowincji Tartu, w gminie Tartu.